# Stenodactylus doriae
Stenodactylus doriae (tên tiếng Anh: Middle Eastern short-fingered gecko và Doria's comb-fingered gecko) là một loài thằn lằn trong họ Gekkonidae. Loài này được Blanford mô tả khoa học đầu tiên năm 1874.

## Tên
Tên loài, doriae, được đặt để vinh danh nhà tự nhiên học người Ý Giacomo Doria.

## Phân bố địa lý
S. doriae sinh sống ở Ả Rập Xê Út, Iran, Iraq, Israel, Các Tiểu Vương quốc Ả Rập Thống nhất, Oman, Jordan, và Kuwait.

## Mô tả
Loài tắc kè này dài chừng 8,3 xentimét (3,3 in) từ mõm tới huyệt (SVL). Mắt được che chắn bởi một cái vảy lớn để bảo vệ nó khỏi cát.